# Anaulacomera brevicollis
Anaulacomera brevicollis är en insektsart som beskrevs av Brunner von Wattenwyl 1878. Anaulacomera brevicollis ingår i släktet Anaulacomera och familjen vårtbitare. Inga underarter finns listade i Catalogue of Life.